# Ceratopsyche kaznakovi
Ceratopsyche kaznakovi är en nattsländeart som först beskrevs av Martynov 1915.  Ceratopsyche kaznakovi ingår i släktet Ceratopsyche och familjen ryssjenattsländor. Inga underarter finns listade i Catalogue of Life.